# Laghi Lombardi
L'olio extravergine di oliva Laghi Lombardi DOP è la denominazione riservata alle produzioni di olio extravergine di oliva delle zone limitrofe al lago di Como e al lago d'Iseo. La denominazione di origine è accompagnata dalle menzioni aggiuntive "Lario" e "Sebino", che designano rispettivamente le aree dei laghi di Como e d'Iseo.

## Zona di produzione
L'area di produzione dei laghi lombardi è situata più a nord del limite geografico di produzione dell'olivo, tuttavia l'influsso dei bacini idrici consente di coltivare gli oliveti anche in queste zone. La denominazione di origine comprende due areali ben definiti denominati Lario e Sebino. Il primo comprende 33 comuni in provincia di Como e 12 in provincia di Lecco tutti in prossimità del Lago di Como. La zona del Sebino si estende nelle aree limitrofe al Lago d'Iseo coinvolgendo 24 comuni in provincia di Brescia e 24 in provincia di Bergamo.
I laghi lombardi più importanti sono il lago Maggiore, il lago d'Iseo, il lago di Como e il lago di Garda; hanno la caratteristica di essere tutti di origine glaciale.